# Rövidpályás gyorskorcsolya a 2014. évi téli olimpiai játékokon
A 2014. évi téli olimpiai játékokon a rövidpályás gyorskorcsolya versenyszámait az Iceberg Skating Palace-ban rendezték február 10. és 21. között.
A férfiaknak és a nőknek egyaránt 4–4 versenyszámban osztottak érmeket.

## Naptár
Az időpontok moszkvai idő szerint (UTC+4), zárójelben magyar idő szerint (UTC+1) olvashatóak. A döntők kiemelt háttérrel voltak jelölve.
| Dátum       | Időpont                   | Versenyszám        |
| ----------- | ------------------------- | ------------------ |
| február 10. | 13:45–16:30 (10:45–13:30) | női 3000 m váltó   |
| február 10. | 13:45–16:30 (10:45–13:30) | női 500 m          |
| február 10. | 13:45–16:30 (10:45–13:30) | férfi 1500 m       |
| február 13. | 14:00–16:30 (11:00–13:30) | férfi 5000 m váltó |
| február 13. | 14:00–16:30 (11:00–13:30) | férfi 1000 m       |
| február 13. | 14:00–16:30 (11:00–13:30) | női 500 m          |
| február 15. | 14:00–16:50 (11:00–13:50) | női 1500 m         |
| február 15. | 14:00–16:50 (11:00–13:50) | férfi 1000 m       |
| február 18. | 13:30–15:30 (10:30–12:30) | női 1000 m         |
| február 18. | 13:30–15:30 (10:30–12:30) | férfi 500 m        |
| február 18. | 13:30–15:30 (10:30–12:30) | női 3000 m váltó   |
| február 21. | 20:30–23:40 (17:30–20:40) | női 1000 m         |
| február 21. | 20:30–23:40 (17:30–20:40) | férfi 500 m        |
| február 21. | 20:30–23:40 (17:30–20:40) | férfi 5000 m váltó |

## Éremtáblázat
(A rendező nemzet csapata eltérő háttérszínnel, az egyes számoszlopok legmagasabb értéke, vagy értékei vastagítással kiemelve.)
| A 2014. évi téli olimpiai játékok éremtáblázata rövidpályás gyorskorcsolyában | A 2014. évi téli olimpiai játékok éremtáblázata rövidpályás gyorskorcsolyában | A 2014. évi téli olimpiai játékok éremtáblázata rövidpályás gyorskorcsolyában | A 2014. évi téli olimpiai játékok éremtáblázata rövidpályás gyorskorcsolyában | A 2014. évi téli olimpiai játékok éremtáblázata rövidpályás gyorskorcsolyában | Olimpia  |
| ----------------------------------------------------------------------------- | ----------------------------------------------------------------------------- | ----------------------------------------------------------------------------- | ----------------------------------------------------------------------------- | ----------------------------------------------------------------------------- | -------- |
|                                                                               | Ország                                                                        | Arany                                                                         | Ezüst                                                                         | Bronz                                                                         | Összesen |
| 1.                                                                            | Oroszország (RUS)                                                             | 3                                                                             | 1                                                                             | 1                                                                             | 5        |
| 2.                                                                            | Kína (CHN)                                                                    | 2                                                                             | 3                                                                             | 1                                                                             | 6        |
| 3.                                                                            | Dél-Korea (KOR)                                                               | 2                                                                             | 1                                                                             | 2                                                                             | 5        |
| 4.                                                                            | Kanada (CAN)                                                                  | 1                                                                             | 1                                                                             | 1                                                                             | 3        |
|                                                                               |                                                                               |                                                                               |                                                                               |                                                                               |          |
| 5.                                                                            | Olaszország (ITA)                                                             | 0                                                                             | 1                                                                             | 2                                                                             | 3        |
| 6.                                                                            | Egyesült Államok (USA)                                                        | 0                                                                             | 1                                                                             | 0                                                                             | 1        |
|                                                                               |                                                                               |                                                                               |                                                                               |                                                                               |          |
| 7.                                                                            | Hollandia (NED)                                                               | 0                                                                             | 0                                                                             | 1                                                                             | 1        |
|                                                                               |                                                                               |                                                                               |                                                                               |                                                                               |          |
| Összesen                                                                      | Összesen                                                                      | 8                                                                             | 8                                                                             | 8                                                                             | 24       |

## Érmesek

### Férfi
| A 2014. évi téli olimpiai játékok érmesei férfi rövidpályás gyorskorcsolyában |                                                                                             |          |                                                                                                 |          |                                                                 |          |
| Versenyszám                                                                   | Arany                                                                                       | Arany    | Ezüst                                                                                           | Ezüst    | Bronz                                                           | Bronz    |
| 500 méter                                                                     | Viktor An · Oroszország (RUS)                                                               | 41,312   | Wu Dajing · Kína (CHN)                                                                          | 41,516   | Charle Cournoyer · Kanada (CAN)                                 | 41,617   |
| 1000 méter                                                                    | Viktor An · Oroszország (RUS)                                                               | 1:25,325 | Vlagyimir Grigorjev · Oroszország (RUS)                                                         | 1:25,399 | Sjinkie Knegt · Hollandia (NED)                                 | 1:25,611 |
| 1500 méter                                                                    | Charles Hamelin · Kanada (CAN)                                                              | 2:14,985 | Han Tianyu · Kína (CHN)                                                                         | 2:15,055 | Viktor An · Oroszország (RUS)                                   | 2:15,062 |
| 5000 méteres váltó                                                            | Oroszország (RUS) · Viktor An · Szemjon Jelisztratov · Vlagyimir Grigorjev · Ruslan Zaharov | 6:42,100 | Egyesült Államok (USA) · Eduardo Alvarez · J. R. Celski · Christopher Creveling · Jordan Malone | 6:42,371 | Kína (CHN) · Dequan Chen · Han Tianyu · Shi Jingnan · Dajing Wu | 6:48,341 |

### Női
| A 2014. évi téli olimpiai játékok érmesei női rövidpályás gyorskorcsolyában |                                                                         |          |                                                                                         |          |                                                                                         |          |
| Versenyszám                                                                 | Arany                                                                   | Arany    | Ezüst                                                                                   | Ezüst    | Bronz                                                                                   | Bronz    |
| 500 méter                                                                   | Li Jianrou · Kína (CHN)                                                 | 45,263   | Arianna Fontana · Olaszország (ITA)                                                     | 51,250   | Pak Szunghi · Dél-Korea (KOR)                                                           | 54,207   |
| 1000 méter                                                                  | Pak Szunghi · Dél-Korea (KOR)                                           | 1:30,761 | Kexin Fan · Kína (CHN)                                                                  | 1:30,811 | Shim Suk-Hee · Dél-Korea (KOR)                                                          | 1:31,027 |
| 1500 méter                                                                  | Csou Jang · Kína (CHN)                                                  | 2:19,140 | Shim Suk-Hee · Dél-Korea (KOR)                                                          | 2:19,239 | Arianna Fontana · Olaszország (ITA)                                                     | 2:19,416 |
| 3000 méteres váltó                                                          | Dél-Korea (KOR) · Cho Ha-Ri · Kim A-Lang · Park Seung-Hi · Shim Suk-Hee | 4:09,498 | Kanada (CAN) · Marie-Ève Drolet · Jessica Hewitt · Valérie Maltais · Marianne St-Gelais | 4:10,641 | Olaszország (ITA) · Arianna Fontana · Lucia Peretti · Martina Valcepina · Elena Viviani | 4:14,014 |